# Terminal Intermodal del Aeropuerto Internacional de Orlando
Terminal Intermodal del Aeropuerto Internacional de Orlando es un complejo de tránsito intermodal en construcción en el Aeropuerto Internacional de Orlando en Orlando, Florida. La nueva estación, que está siendo parcialmente financiada por el Departamento de Transporte de la Florida, servirá como la estación de Orlando para el servicio ferroviario de Brightline, que conectará el Aeropuerto Internacional de Orlando con el centro de Miami a través del Ferrocarril de la costa este de Florida.
El edificio de la terminal y el estacionamiento abrieron el 17 de noviembre de 2017, mientras continúa el trabajo en la terminal de trenes. La instalación está conectada con la terminal principal del aeropuerto aproximadamente a 1,6 km al norte a través de un sistema automatizado de transporte de personas.

## Historia
La instalación reutiliza principalmente los planes del corredor de alta velocidad de Florida. En ese plan, la estación del Aeropuerto Internacional de Orlando iba a ser el término norte de la ruta inicial de Tampa a Orlando a lo largo de la Interestatal 4. El plan se canceló efectivamente cuando el gobernador de Florida, Rick Scott, anunció que rechazaría los fondos federales para el proyecto. 
La Autoridad de Aviación del Gran Orlando ya había invertido considerablemente para acomodar la estación y la línea ferroviaria de alta velocidad, como la longitud adicional de los puentes de la calle de rodaje sur sobre la vía de acceso al aeropuerto sur, que ahora utilizará Brightline. Como parte del complejo intermodal de $684 millones, la autoridad aeroportuaria también construyó un estacionamiento de 2400 espacios.

## Nuevo uso
La línea de trenes del SunRail también están considerando una extensión de 8,9 km hasta la terminal del aeropuerto. La extensión viajaría 5,6 km desde la línea SunRail existente a lo largo de un ramal ferroviario de la Comisión de Servicios Públicos de Orlando, que corre a lo largo del límite sur de la propiedad del aeropuerto. La ruta es utilizada exclusivamente por trenes de carbón para dar servicio al Centro de Energía Curtis H. Stanton en el este del Condado de Orange. A partir de ahí, actualmente se están considerando dos opciones; un plan haría que los trenes SunRail se bifurcaran al norte de la línea OUC existente y hacia un nuevo ramal de 3,2 km que terminaría en la terminal intermodal del aeropuerto sur planificada. 
La segunda opción que se está explorando sería construir una estación de transferencia a lo largo de la línea OUC donde los pasajeros se transferirían de los trenes SunRail a los trenes ligeros que recorrerían una línea dedicada de 2 millas entre las estaciones de transferencia y del aeropuerto.
Además de Brightline y SunRail, la estación también podría dar servicio a una de las dos conexiones ferroviarias propuestas a International Drive. Había planes para un sistema de tren de levitación magnética elevado, pero se descartaron en 2015. Existe un nuevo plan para una línea de tren ligero que probablemente conectaría el aeropuerto y con el Centro de Convenciones del Condado de Orange, el Centro comercial florida y la estación Sand Lake Road antes de llegar a International Drive.